# Brian J. Smith
Brian J. Smith (sinh ngày 12 tháng 10 năm 1981) là một diễn viên người Mỹ, được biết đến với vai Will Gorski trong series Sense8 do Netflix sản xuất, Trung úy Matthew Scott trong loạt phim truyền hình khoa học viễn tưởng quân sự Stargate Universe, và vai diễn được đề cử giải Tony của anh là Jim O'Connor (The Gentleman Caller) năm 2013 trong vở sự hồi sinh của The Glass Menagerie.

## Tiểu sử và học vấn
Smith là người gốc Allen, Texas. Anh học tại Nhà hát Quad C tại Đại học Cộng đồng Quận Collin ở Plano, Texas. Sau khi anh học việc một năm tại Cao đẳng Stephens ở Columbia, Missouri, Smith chuyển đến thành phố New York để tham dự chương trình diễn xuất bốn năm của Bộ phim truyền hình trường Juilliard (Nhóm 36: 2003-2007), nơi một trong những người bạn cùng lớp của mình là Nicole Beharie.  Smith tốt nghiệp trường Juilliard với bằng Cử nhân Mỹ thuật.

## Sự nghiệp
Trong khi ghi danh tại trường đại học Collin, Smith làm kỹ thuật viên sân khấu. Sau đó, anh được chọn vào vai Alex trong A Clockwork Orange trong nhà hát Quad C và được đánh giá tuyệt vời. Năm 2005, anh đóng vai Trey, một người đồng tính nam phải đối mặt với sự phản đối từ con trai của một nhà truyền giáo chính thống, trong Hate Crime, một bộ phim độc lập có mặt trong nhiều liên hoan phim về LGBTQ trên khắp Hoa Kỳ.
Sau khi tốt nghiệp Juilliard, Smith đã quyết định dứt khoát rằng sẽ gia nhập Quân đội Hoa Kỳ do một số thất bại trong sự nghiệp.
Cuối cùng Smith nhận được vai diễn trong hai bộ phim độc lập, Red Hook và The War Boys. Năm 2008, anh xuất hiện trên sân khấu Broadway trong vở kịch Come Back, Little Sheba trong vai nhân vật Turk. Smith được chọn vào vai Trung úy Matthew Scott, vai chính trong loạt phim truyền hình Stargate 2009, Stargate Universe, cho đến khi bị hủy bỏ vào năm 2010.
Năm 2011, Smith tái xuất trong Gossip Girl của đài The CW và đóng vai chính trong bộ phim gốc của SyFy nhưː Red Faction: Origins. Vào tháng 4 năm 2012, anh bắt đầu tham gia với tư cách là Andrei trong chương trình nổi tiếng tại Broadway, The Columnist, kết thúc vào tháng 7 năm 2012. Các dự án tiếp theo của anh bao gồm loạt phim ngắn Coma từ nhà sản xuất Tony Scott và Warehouse 13 cho SyFy. Anh cũng là khách mời trong Law & Order.
Vào tháng 9 năm 2013, anh đóng vai chính trong một vở kịch được ca ngợi nhiều trên sân khấu Broadway of Tennessee Williams - The Glass Menagerie. Vai diễn này đã mang lại cho anh đề cử Drama Desk và Tony Award năm 2014 với tư cách là diễn viên nổi bật trong một vở kịch.
Smith là thành viên chính trong loạt phim gốc của Netflix - Sense8 (2015-2018) vào vai Will Gorski. Sau đó, anh tham gia vào vai chính trong Treadstone, là một loạt phim nối tiếp của Bourne và loạt phim truyền hình nhỏ về Thế chiến thứ hai của BBC - World on Fire vào năm 2019.

## Đời sống cá nhân
Ngày 7 tháng 11, 2019, Smith đã công khai xác nhận mình là người đồng tính trong một bài phỏng vấn với tờ báo Attitude.

## Các phim đã tham gia
| Năm  | Tựa                  | Vai        | Chú thích        |
| ---- | -------------------- | ---------- | ---------------- |
| 2005 | Hate Crime           | Trey McCoy |                  |
| 2009 | The War Boys         | George     |                  |
| 2009 | Red Hook             | Chappy     |                  |
| 2011 | Red Faction: Origins | Jake Mason | Phim truyền hình |
| 2016 | 22 Chaser            | Ben        |                  |
| 2016 | The Passing Season   | Sam Alden  |                  |
| 2021 | The Matrix 4         |            | Đang quay phim   |

| Năm       | Tựa                      | Vai                | Chú thích                           |
| --------- | ------------------------ | ------------------ | ----------------------------------- |
| 2009      | Law & Order              | Derek Sherman      | Tập: "Crimebusters"                 |
| 2009–11   | Stargate Universe        | Matthew Scott      | Vai chính; 40 tập                   |
| 2009–10   | Stargate Universe Kino   | Matthew Scott      | Vai chính; 10 tập                   |
| 2010      | Agatha Christie's Poirot | Hector MacQueen    | Tập: "Murder on the Orient Express" |
| 2011      | Gossip Girl              | Max Harding        | 6 tập                               |
| 2012      | Warehouse 13             | Jesse Ashton       | Tập: "Personal Effects"             |
| 2012      | Coma                     | Paul Carpin        | 2 tập                               |
| 2012      | The Good Wife            | Ricky Waters       | Tập: "The Art of War"               |
| 2012      | Person of Interest       | Shayn Coleman      | Tập: "Shadow Box"                   |
| 2013      | Blue Bloods              | Robert Carter      | Tập: "Devil's Breath"               |
| 2013      | Defiance                 | Gordon McClintlock | 2 tập                               |
| 2013      | Unforgettable            | John Curtis        | Tập: "Past Tense"                   |
| 2015–2018 | Sense8                   | Will Gorski        | Vai chính; 24 tập                   |
| 2015      | Quantico                 | Eric Packer        | Tập: "Run"                          |
| 2018      | L.A. Confidential        | Ed Exley           | Tập thử nghiệm                      |
| 2019      | Treadstone               | Doug McKenna       | Vai chính; 10 tập                   |
| 2019      | World on Fire            | Webster            | Vai chính; 7 tập                    |

## Vở kịch
| Năm  | Tựa đề                  | Vai                  | Chú thích                             |
| ---- | ----------------------- | -------------------- | ------------------------------------- |
| 2008 | Come Back, Little Sheba | Turk                 | Manhattan Theatre Club Broadway       |
| 2008 | Good Boys and True      | Brandon              | Second Stage Theatre Off-Broadway     |
| 2008 | Three Changes           | Gordon               | Playwrights Horizons Off-Broadway     |
| 2012 | The Columnist           | Andrei               | Manhattan Theatre Club Broadway       |
| 2013 | The Glass Menagerie     | The Gentleman Caller | American Repertory Theater Boston, MA |
| 2013 | The Glass Menagerie     | The Gentleman Caller | Booth Theatre Broadway                |
| 2017 | The Glass Menagerie     | The Gentleman Caller | Duke of York's Theatre London, UK     |
| 2017 | Sweet Bird of Youth     | Chance Wayne         | Chichester Festival Theatre           |

## Giải thưởng và đề cử
| Năm  | Giải thưởng                        | Hạng mục                                                  | Phim đề cử          | Kết quả   |
| ---- | ---------------------------------- | --------------------------------------------------------- | ------------------- | --------- |
| 2013 | Elliot Norton Award                | Outstanding Ensemble                                      | The Glass Menagerie | Đoạt giải |
| 2014 | Tony Award                         | Best Performance by an Actor in a Featured Role in a Play | The Glass Menagerie | Đề cử     |
| 2014 | Drama Desk Award                   | Outstanding Featured Actor in a Play                      | The Glass Menagerie | Đề cử     |
| 2014 | Drama League Award                 | Distinguished Performance                                 | The Glass Menagerie | Đề cử     |
| 2014 | Outer Critics Circle Award         | Outstanding Featured Actor in a Play                      | The Glass Menagerie | Đoạt giải |
| 2014 | Broadway.com Audience Choice Award | Favorite Featured Actor in a Play                         | The Glass Menagerie | Đề cử     |
| 2014 | Broadway.com Audience Choice Award | Favorite Breakthrough Performance (Male)                  | The Glass Menagerie | Đề cử     |
| 2014 | BroadwayWorld.com Award            | Best Featured Actor in a Play                             | The Glass Menagerie | Đoạt giải |